# Теофорні імена
Теофорні імена (від грец. θεός — «бог» і φορός — «несе») — особові імена людей, що містять ім'я бога (богів) або божественний епітет.
Наприклад, Теодор, Теофіль, Федір — грец. θεός — «бог» і δῶρον — «дар» — дар божий; Гавриїл — івр. גבריאל, Гавріель, в буквальному перекладі івр. גבורה — мужність/міць, івр. אל — Бог, тобто божественна міць. Ім'я Ілля «Ēliiāhū (Елійяху) — Ягве — мій Бог», також належить до феофорних імен (від Θεός, феос — Бог), що містить саме слово «Бог» або його імена.